# Chiesa dei Santi Ippolito e Lorenzo
La chiesa dei Santi Ippolito e Lorenzo è un luogo di culto di Faenza, in provincia di Ravenna.

## Storia
La Chiesa di Sant'Ippolito e San Lorenzo è il più importante esempio del tardo Barocco faentino con riferimenti espliciti al Barocco romano, anticipa peraltro lo stile neoclassico e presenta alcune interferenze venete. Oggi quella dei Santi Ippolito e Lorenzo è una chiesa parrocchiale ma, inizialmente, tra il 1200 e il 1300 sorgeva come complesso monastico benedettino, poi camaldolese, dipendente direttamente dal monastero di Murano. Il monastero, stabilitosi a Faenza fin dal sec. XII, era situato quasi in riva al fiume Lamone al di fuori delle mura medievali. Nulla si sa sull’aspetto della chiesa e del convento d’allora. Tutt’oggi l’archivio della chiesa faentina si trova proprio a Camaldoli, essendo stata un edificio sacro legato alle congregazioni dei frati toscani ramificate nel territorio circostante. Purtroppo, non rimangono testimonianze della chiesa duecentesca eccetto il quadro della Madonna col Bambino risalente agli anni ’60 che si trova ora in sagrestia. Quella che si può ammirare oggi è, invece, la chiesa settecentesca. La struttura precedente, infatti, venne ampliata tra il 1771 e il 1774, quando vennero aggiunte nuove fondazioni per costruire un fabbricato più ampio su progetto di un autore ignoto, ma sicuramente romano. Pare che lo stesso disegno preparatorio giungesse direttamente da Roma dovendo i monaci seguire le direttive degli ordini superiori da cui dipendevano e adottare un orientamento analogo in tutte le loro chiese. Certo è che ci sia stato un capomastro a seguirne la costruzione: si è fatto il nome del giovane Giuseppe Pistocchi, architetto faentino costruttore del Teatro Masini e di Palazzo Milzetti sempre a Faenza, o del faentino Gioacchino Tomba. Tale ricostruzione avvenne poiché durante il Settecento alcuni ordini di Faenza decisero per un sostanziale rinnovamento dal punto di vista architettonico che doveva includere le chiese preesistenti come ad esempio San Francesco, Sant’Agostino, la chiesa delle monache di Sant’Umiltà, la chiesa della SS. Trinità nel Borgo Durbecco, San Domenico, San Benedetto, Santa Chiara. Tali edifici gotici e romanici a tre navate furono generalmente trasformati a navata unica a navata unica grazie all’invenzione della volta di cannicciato ingessato. Così buona parte delle chiese di Faenza, situate non nel centro storico - come per esempio il Duomo della città -, ma nelle zone limitrofe, subirono alcune modifiche strutturali avvicinandosi a quello che era il gusto del corrente XVIII secolo. Oltre al capomastro collaborarono sicuramente una schiera di stuccatori e scultori: l’aspetto di maggior rilievo è senz’altro tutta l’immensa decorazione. Se si volgono gli occhi alla struttura architettonica, infatti, si può notare che questa non è mai libera; sia le colonne che le paraste (semipilastri a cornice delle cappelle) si concludono in alto con lussuosi capitelli.

## Architettura

### La struttura interna
All’interno la chiesa di forma rettangolare presenta un’unica navata con sei cappelle laterali. La profondità di queste ultime è la stessa, anche se le due centrali, più alte, danno l’idea di uno spazio sfondato più profondo. Si parla, perciò, di pseudotransetto, ovvero una specie di effetto ottico/costruttivo mediante il quale viene conferita l’idea di uno spazio che a livello effettivo risulta però mancante. La pianta è, dunque, a croce greca inscritta in un rettangolo. Essendo il disegno preparatorio della chiesa faentina realizzato da un architetto romano, operando un confronto tra le piante delle chiese romane settecentesche, si nota come quella di S. Carlo ai Catinari di Rosario Rosati presenti un impianto planimetrico assai simile. Un particolare architettonico tipico del periodo barocco è la cosiddetta soluzione d’angolo, perciò la struttura rettangolare della chiesa viene “ammorbidita” nei quattro angoli, per così dire smussati da una sorta di collegamenti strutturali. L’interno è strutturato a paraste e semicolonne che sostengono un cornicione di ordine corinzio. Anche le colonne sono di ordine corinzio con una trabeazione che corre lungo tutto il perimetro della chiesa interrotta solamente nelle cappelle centrali. Il presbiterio rialzato presenta una forma allungata in profondità che si conclude con lo spazio occupato dall’organo del coro. La sua posizione ricevette moltissime critiche da parte del collegio clericale in quanto oltre all’organista lo spazio doveva accogliere anche tutti i cantori e musicisti. Dunque, si temeva che durante la Messa lo sguardo del fedele ricadesse in quel punto e venisse attratto da qualche membro del coro magari un po’ più megalomane di altri con il rischio che richiamasse più attenzione di colui che officiava. 

### La facciata esterna
La facciata è strutturata in modo semplice con grandi lesene abbinate di ordine corinzio. Il timpano mancante viene riprodotto in un’incisione di Achille Calzi. Un bassorilievo raffigurante palme incrociate posto sopra il portale interrompe la semplicità. Appoggia su un doppio basamento, il primo completamente liscio mentre il secondo ricco di cimasa e basamento in pietra locale della Samoggia. Sopra ai capitelli vi sono la cimasa e l’abaco in pietra. Sopra scorre la trabeazione ricca di cornici e sopra di essa la fascia del fregio decorata in lastre di cotto, ognuna riportante una lettera a caratteri romani in rilievo. L’insieme delle lettere compongono la scritta dedicatoria: IN HONOR – S.S. HYPPOLYTI – ET LAURENTII – MM., mentre nel risvolto due lettere D M, inizio di una data andata perduta. Nell’incisione di Achille Calzi, eseguita su disegno di Romolo Liverani, la scritte dedicatoria viene sostituita da una data 1836 (MDCCCXXXVI). C’è poi da precisare che durante il periodo barocco le chiese cercano di creare una forte relazione con la realtà esteriore: le facciate diventano un punto di conflitto tra l’interno dell’edificio e le logiche dell’esterno. (Per esempio, nella chiesa di San Pietro troviamo un doppio colonnato che conferisce l’idea di un abbraccio, quello di San Carlo richiama invece una sorta di onda). Lo stesso avviene nella chiesa di Sant'Ippolito e Lorenzo: nella facciata si verifica lo stesso effetto d’angolo che si trova anche all’interno e di conseguenza la facciata esterna viene modificata. Questa, infatti, non si mostra piatta ma sembra essere compressa, schiacciata, dalla stessa navata che con il suo volume sembra deformare la facciata stessa. Il tema dell’angolo non viene richiamato solamente dalle due colonne corinzie che introducono al presbiterio, ma anche dalle finte-semicolonne della facciata esterna conferendo l’idea di un medesimo tema. Immaginando di togliere quadri e stucchi e concentrandosi solamente sulla parte architettonica si nota come dall’elemento della colonna di ordine corinzio il tema, correndo poi lungo la trabeazione, si imposti e crei un effetto continuo giungendo fino alle volte. Viene riportato perciò in alto ciò che avviene a livello planimetrico. Il tema si interrompe solo a livello del presbiterio e nei pseudotransetti delle cappelle laterali e centrali. Il capomastro Domenico Galli, chiamato a sistemare la facciata dopo il crollo accidentale del cornicione e del timpano o la sua demolizione precauzionale che aveva recato danni agli elementi architettonici sottostanti, ci lasciò la facciata che si vede oggi. Non vennero perciò ricostruiti né il timpano, né la cimasa, né i due grandi angeli reggenti lo stemma dei Camaldolesi, che esistevano precedentemente come testimonia l’incisione del Calzi. Vi sono, infine, alcuni motivi plastici che a prima vista non si colgono facilmente: due volti di giovani elegantemente incorniciati da un panno posti sul portale, un angioletto dentro la cuspide, le palme intrecciate che alludono al martirio di San’Ippolito e San Lorenzo ed ancora più in alto una testa sotto un casco di foglie. I motivi vengono attribuiti ad Antonio Trentanove, sculture riminese rappresentativo della scultura emiliano-romagnola degli ultimi del Settecento.

## L'organo
L’organo “Anelli” della chiesa fu collaudato il 15 luglio 1856 da Gualtiero Anelli, appartenente ad una dinastia di organari operante tra il 1795 e il 1959. Lo strumento contiene parzialmente il materiale dell’organo precedente. È interamente contenuto in una cassa esterna che costituiva precedentemente un antico altare. La cassa è decorata secondo il tipico gusto rinascimentale: teste d’angeli, ghirlande stilizzate e simboli sacri intagliati. Le canne di facciate contengono un’elevate percentuale di stagno ed il loro suono è squillante senza essere tagliante. I quattro mantici costruiti in legno e pelle di pecora, rappresentano i contenitori polmonari per mettere l’aria in circolazione attraverso le canne. L’aria non è stata eccessivamente compressa in linea con lo stile tipico dell’organo dolce italiano. La pedaliera è a leggio e fornita di 14 suoni, l’unico manuale è a registri spezzati (fra il si e il do3).

## Sculture e Stucchi
Tutte le decorazioni che adornano le pareti sono a stucco. Le cappelle presentano in alto sculture di angeli nel cornicione spezzato e sull’arco degli altari. Se si solleva il capo, ciò che è ancora più impressionante, è il cornicione che si stacca dalle pareti introducendo le volte. Nella parte centrale si trova una finta cupola riabbassata ornata da altri rosoni, decorazioni a finte croci, medaglioni e ottagoni. La realizzazione di queste decorazioni viene attribuita a maestranze ticinesi. Si parla, infatti, di maestri provenienti dal Canton Ticino, nei pressi di Lugano, che per tradizione fin dall’età medievale fu zona dalla quale provenivano lapicidi, lavoratori della pietra o stucco e scultori. Nel 1700 arrivarono vere e proprie famiglie di maestri scese in cerca di lavoro, come quella dei Martinetti o dei Giabani, che non operano solamente a Faenza, ma anche a Imola, Lugo, Ravenna e in altre località romagnole. Si verificò, dunque, una diffusione capillare e numerosissime chiese settecentesche subirono interventi da questi maestri. Impossibile definire quale delle famiglie operò a Faenza, ma il gusto dei finti rosoni così aggettanti, emergenti, le cornici coi rami di palma e le soluzioni pseudobaroccheggianti alla Borromini si trovano anche in altre chiese dove documenti attestano l’intervento di tali maestranze. Vi sono anche molti riferimenti al Barocco romano per quanto riguarda lo stile: per esempio i temi degli ovali con le fasce di palme, i cassettoni a croce, gli ottagoni e le losanghe esagone nella calotta absidale tipicamente borrominiane. Francesco Borromini fu un famosissimo architetto del XVII secolo operante quasi esclusivamente a Roma. Nella chiesa di Sant'Ippolito e Lorenzo viene ricordato come stilemi anche nel presbiterio con l’effetto a cassettonati decorato a croci, esagoni e rosoni, ripresi dalla celebre cupola di San Carlo alle Quattro Fontane realizzata dal Borromini sempre a Roma. Mentre, in corrispondenza della base degli arconi del soffitto, si trovano delle “pelte” a forma di conchiglia di derivazione barocca romana, riprese da Cosimo Morelli nella Cattedrale di Imola e nella chiesa di San Francesco a Lugo.
Gli angeli sopra l’arco dell’altare, databili agli anni ’80 del 1700 e di notevole qualità, reggono un cartiglio di scritti; sul cornicione si trovano altri angeli di ancor maggiore qualità artistica. Sembra che a realizzarli sia la mano di uno stuccatore ticinese Antonio Trentanove, scultore del Settecento che collaborò insieme a Felice Giani, ma si fa anche il nome di Giuseppe Ballanti. Tuttavia tali ipotesi non sono unanimemente condivise dalle critica. Gli altari non hanno conservato tutte le pare originali ed in alcuni sono state rimosse. Generalmente lo schema è quello presente al primo altare in fondo, che raffigura la storia di San Michele con la spada sguainata.

## Dipinti, affreschi e corredi

### Terzo altare a destra
“Madonna col bambino” - Ignoto dei secoli XV-XVI tempera su tavola, cm. 50x35 ca. La piccola tavola apparteneva a don Luigi Calderoni, ma dopo la morte di quest’ultimo, avvenuta il primo gennaio del 1860, venne donata ai monaci camaldolesi di S. Ippolito. Inizialmente posizionata nella prima cappella a destra, fu poi sistemata negli anni ’30 del 1900 nella terza cappella a destra già dedicata a Santa Gertrude Abbadessa. Il dipinto della “Vergine della Purità”, collocabile nell’ambito della cultura bizantina di produzione veneto-cretese, presenta l’iconografia della “Odighitria”, ma nella versione derivata della “Madre della Consolazione”. La sostituzione della mitella col velo bianco e l’elaborata arabescatura dorata rappresentano un distacco dalla tradizione canonica. Il bambino benedice unendo i due gesti, alla latina e alla greca, e con la mano sinistra regge un rotolo con un passo greco : “Lo spirito del Signore è sopra di me, per questo…” (Isaia 61, 6; Luca 4,18). Nella chiesa di San Domenico è venerata un’immagine col titolo di “Madonna nel Fuoco” che presenta caratteri analoghi e stilemi simili a questo dipinto: manto pieghettato, fisionomia, decorazione delle aureole a punzone, colorazione scura e espressività della Vergine. Anche al Museo Nazionale di Ravenna alcune icone hanno la stessa connotazione stilistica: non si esclude perciò che anche la tavoletta faentina facesse parte del corpus delle icone ravennati, che oltre tutto provenivano dalle raccolte dei Camaldolesi di Ravenna, lo stesso ordine a cui apparteneva la chiesa di Sant'Ippolito.

### Terzo altare a sinistra
“San Benedetto da Norcia” - Alessandro Ardenti (… + 1595) olio su tela, m. 2,40x1,60.  Il soggetto in abito camaldolese non convince completamente: potrebbe trattarsi, infatti, anche di San Romualdo. Il corvo a sinistra riferito all’iconografia del padre del monachesimo d’Occidente compare anche nell’agiografia del fondatore dei Camaldolesi dove il Diavolo, assumendo forma di uccello, importuna il santo. Il serpente nere sembra intentare una lotta col volatile alle spalle del monaco. Alessandro Ardenti, a cui è stata attribuita l’opera, informato sul manierismo toscano e in particolare alle temperie vasariane, si esercita in rese ambientali suggestive e forzature prospettiche. Sulla sfondo una natura umida e filtrata, quinte arboree e una facciata di chiesa “in sfuggita”.

### Primo altare a destra
“San Michele Arcangelo” - M. Antonio Rocchetti ( … + 1628) olio su tela, m. 2,30x1,80.  L’opera proveniente dalla chiesa precedente è firmata e datata: ANNO DNI MDCXIIII/GABRIEL VAGNILIUS DEVOTIONIS E(?). FF/OPUS M. ANTONII ROCCHETTI. A livello compositivo è evidente la simmetria tra le partiture e la successione dei tre registri: gloria col Redentore in alto, la figura dell’Arcangelo al centro e i due personaggi col demonio in basso. Il dipinto unisce un insieme di aspetti arcaicizzanti e di richiami fiamminghi. L’arcangelo Michele “Principe della Milizia celeste” sta giungendo in soccorso all’umanità insidiata dal diavolo. La salvezza viene rappresentata attraverso la redenzione del Cristo, l’umanità attraverso i progenitori Adamo vegliardo ed Eva in basso, mentre il demonio per mezzo del quale il peccato è entrato nel mondo viene fatto fuggire dall’Arcangelo.

### Parete sinistra del presbiterio
“Il martirio di S. Ippolito” - Tommaso Missiroli (1635(?) - 1699), olio su tela, m. 2,70x4,35. Il quadro del santo titolare occupa la parete sinistra del presbiterio, mentre nella parete opposta troviamo il dipinto di San Lorenzo di uguali dimensioni. Il quadro mostra pregi e difetti del Missiroli nel forte contrasto della luce, nelle marcature dei contorni e nei volumi tagliati quasi nettamente. Il Missiroli si rifà ad una stampa seicentesca di Pietro Testa operando una traduzione pittorica in “chiave sacra” di un soggetto in realtà profano: il trascinamento del corpo di Ettore attorno alle mura di Troia. La copia, accademica nei dettagli anatomici, presenta intensi accenti chiaroscurali. Il corpo del santo illuminato spicca sullo sfondo bituminoso.

### Seconda cappella a sinistra
“La fuga in Egitto” - Tommaso Missiroli (1635(?) - 1699), olio su tela, m. 3,20x2,00. La grande tela centinata riprende l’omonimo dipinto realizzato da Carlo Maratta per la cappella Chigi nel Duomo di Siena. La cattiva conservazione della superficie pittorica non permette una chiara leggibilità dell’opera. Il colorismo delicato viene ripreso dall’originale senese.

### Prima cappella a destra
“S. Bononio Abate e S. Lucia” - Ignoto del sec. XVIII (forse Giuseppe Marchetti), olio su tela, m. 2,70x1,80. Il dipinto, in origine appartenente a qualche altare, è stato recentemente collocato nella prima cappella. Il Santo Abate camaldolese viene ritratto in ginocchio mentre contempla la martire S. Lucia riconoscibile dai consueti attributi iconografici. Non è chiara la funzione del grande strumento ligneo, forse un torchio, alle spalle del Santo. Dal confronto con le altre opere realizzate dal Marchetti in Faenza l’attribuzione viene confermata per diversi caratteri.

### Sagrestia
“Madonna col Bambino” - Ignoto del sec. XIV (rifacimento del sec. XIX), affresco ridipinto a tempera, cm. 150x100. L’affresco, ricoperto da una superficie pittorica ottocentesca, ha perduto la fisionomia originaria. L’attuale versione, pur lasciando trasparire la versione arcaica, rispecchio il gusto del XIX secolo oleografico e devozionale. Interpreta una forma iconografica controriformistica della Mater Divinae Providentiae col Bambino reggente un cuore fiammeggiante nella mano sinistra. In basso viene riportata la scritta: MARIA MATER DIUINAE PROUIDENTIAE.

## Cripta
La cripta di Sant'Ippolito è uno tra i monumenti medioevali faentini più interessanti dal punto di vista architettonico. La cripta, termine derivante dal verbo greco κρύπτω, nascondere, consiste nell’ambiente posto sotto al presbiterio dove sono collocate le reliquie dei due santi ai quali la chiesa è dedicata. La cripta è tornata alla luce nel 1894 ed è composta di tre ambienti: uno centrale maggiore diviso in due navate, uno laterale sinistro, anch’esso diviso in due navate ed uno laterale destro coperto da volta a botte; le murature dei vari ambienti suggeriscono vari fasi di costruzione. La cripta venne scoperta nel 1894 ad opera dell’ingegnere Antonio Zannoni. Nel corso dell’800 solo il vano di destra ebbe un’utilizzazione pratica divenendo cantina, mentre gli altri due rimasero in abbandono. Nel 1909 l’Ufficio Regionale dei Monumenti dell’Emilia grazie all’interessamento dell’ispettore locale Gaetano Ballardini provvide ad alcuni lavori di restauro. Nel 1953 il parroco don Stefano Belli eseguì alcuni lavori per aprire la cripta al culto; da questo intervento rimase però escluso l’ambiente di destra. Nel 1997 l’ultimo scavo porta alla luce la parte più antica: si trattava, dunque, di una chiesa con due absidi in cui venivano venerati i due santi.

## Prima Fase
Della prima fase rimane solamente l’abside dell’ambiente centrale: la muratura in questo punto è infatti completamente differente da ogni altra parte della cripta e i mattoni stessi presentano caratteristiche diverse. L’abside originariamente non apparteneva ad una cripta, ma all’interno di una chiesa ed aveva un pavimento più alto di quello attuale di 37cm. Durante la prima fase l’abside non era interamente semicircolare, ma aveva due profonde incassature laterali. Ipotizzabile è che queste ultime contenessero due colonne di cui i blocchi avrebbero costituito i plinti di fondazione. Successivamente le colonne vennero rimosse e le due incassature tamponate. La struttura è riconducibile al primitivo monastero dei Benedettini neri di Sant'Ippolito: poche sono le fonti riguardanti la sua origine, ma sicuramente era già esistente prima del Mille.

## Seconda Fase
Alla seconda fase appartengono l’ambiente centrale, come già detto, e l’ambiente di sinistra. 

### Ambiente Centrale
L’ambiente al centro è a due navate coperte da volte a crociera con diversi costoloni che poggiano sopra tre colonne centrali, semicolonne e lesene laterali. La copertura, nella parte absidale, è ottenuta tramite voltine che convergono verso la terza colonna. L’ambiente è diviso in senso trasversale all’altezza della seconda colonna da due gradini che innalzano la parte absidale dove si trova l’altare di 36cm. Il vano era illuminato da un’unica finestra al centro dell’abside e più tardi la finestra venne ingrandita nel corso dei lavori settecenteschi per la ricostruzione della chiesa soprastante. All’ambiente si accedeva attraverso una porta ora tamponata, ma ancora visibile nel muro della navata sinistra. L’attuale ingresso, costruito probabilmente sempre nel ‘700, è invece ottenuto tramite un’apertura a breccia nella parete di destra. Elemento importante della cripta è senza dubbio l’impiego di materiale di recupero romano. Le tre colonne centrali sono formate da frammenti di colonne romane scanalate di recupero, mentre i capitelli sono stati sostituiti da tre basi, anch’esse romane reimpiegate e capovolte. Viene utilizzata come plinto di fondazione della seconda colonna una lastra di calcare che reca una famosa iscrizione romana mutila della prima età imperiale: erto sagaris, in lettere capitali. L’iscrizione latina allude all’elogiata produzione tessile faentina artigianale citata da Plinio e fabbricante mantelli militari. 

### Ambiente di sinistra
L’ambiente di sinistra ha la stessa struttura del centrale, ma presenta dimensioni più ridotte: è diviso in due navate coperte da volte a crociera che poggiano su due colonne centrali e su semicolonne laterali. A questo si accede tramite un gradino dalla parete centrale della cripta rispetto alla quale si trova sopralzato di 15 cm. dal livello dell’abside. Le due colonne centrali, di cui una di calcare veronese, sono composte da basi di recupero romane di dimensione maggiore del necessario. I capitelli, invece, sono state eseguiti appositamente e presentano una decorazione a foglie incise di esecuzione raffinata. In origine la luce filtrava in questo ambiente attraverso tre finestrelle a doppia strombatura situate nella parte absidale: di queste, la prima a sinistra meglio conservata è stata oggi tamponata, la centrale è aperta e la quella di destra è interamente coperta dal muro settecentesco. Nella parte absidale compaiono scarse tracce di affreschi che testimoniano come l’ambiente fosse adibito anche al culto. L’ambiente presenta caratteri unitari ed omogenei nelle varie sue parti e venne sicuramente costruito in un unico periodo senz’altro successivo a quello del vano centrale.

## Terza Fase
Si può considerare come un ampliamento della struttura precedente. Alla terza fase appartengono l’ambiente di destra, il locale soprastante e qualche parte adiacente al convento. 

### Ambiente di destra
L’ambiente di destra è quello che fino ad oggi è stato meno, o per nulla, analizzato, dato che il suo stato di conservazione non rende agevole gli studi. Per lungo tempo è stato utilizzato come cantina e non è stato oggetto di alcun restauro nonostante nel 1953 fu sistemata la restante parte della cripta per aprirla al culto. Oggi appare, quindi, in parte intonacato con resti di vecchie tinteggiature senza pavimento ed illuminazione. Ha pianta rettangolare, non del tutto regolare, coperto da un’unica volta a botte poggiante su muri laterali. Il vano era illuminato da una finestrella abbastanza ampia a strombatura doppia che si trova al centro della parete frontale. Oggi tale finestra si affaccia su uno stretto cunicolo tamponato ma in origine prospettante verso l’esterno.

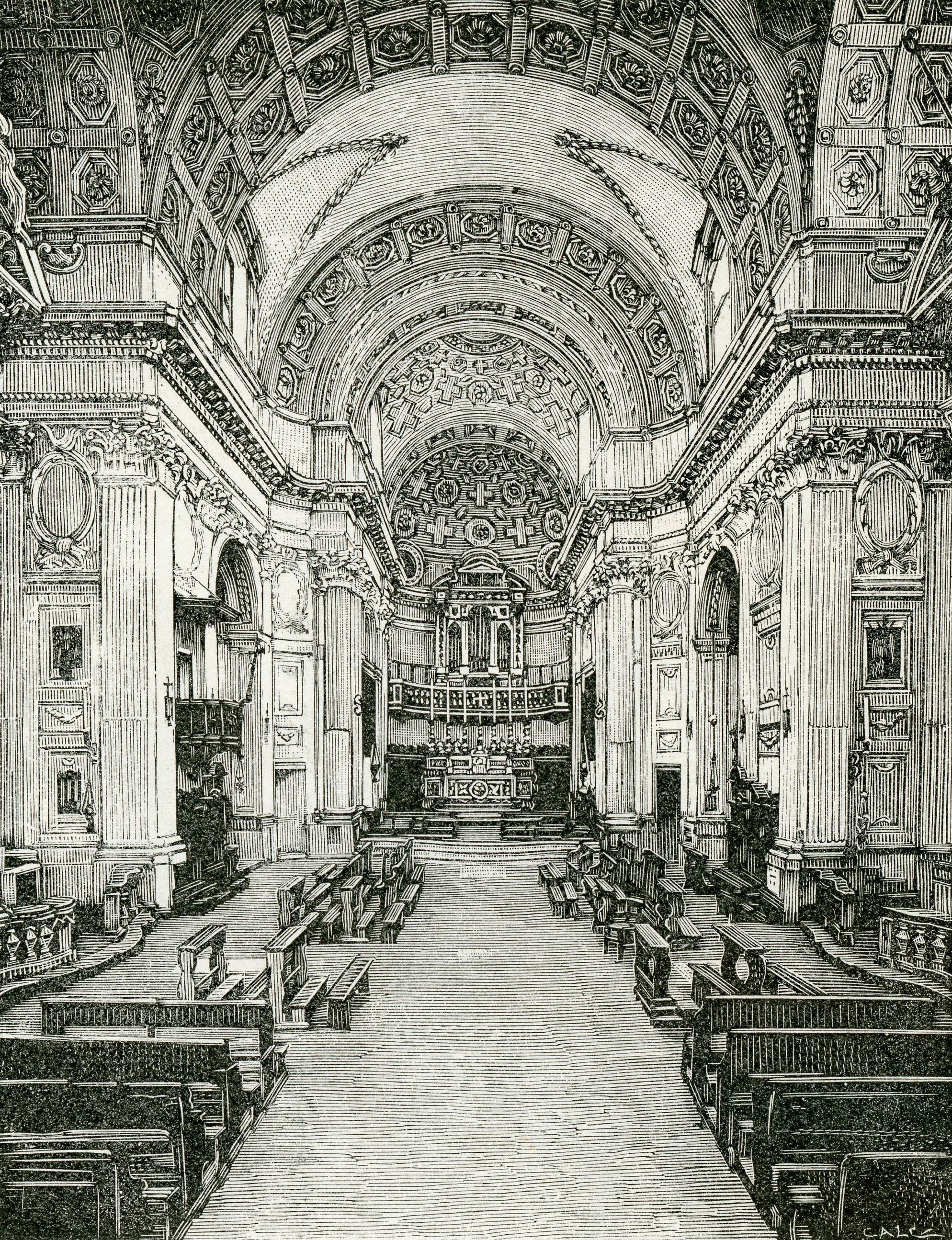
Faenza: Interno della chiesa di Sant'Ippolito in una stampa di fine ottocento.